# Khangarid FC
Khangarid là một câu lạc bộ bóng đá Mông Cổ đến từ Erdenet, đang thi đấu tại Giải bóng đá ngoại hạng Mông Cổ.

## Danh hiệu
- Giải bóng đá ngoại hạng Mông Cổ: (4)[4]
  - Vô địch: 2001, 2003, 2004, 2010
  - Á quân: 2002, 2005, 2007, 2013
  - Hạng ba: 2014
- Cúp bóng đá Mông Cổ: (7)[1]
  - Vô địch: 2002, 2003, 2004, 2007, 2013,
  - Á quân: 2008, 2014